# Takeši Kitano
Takeši Kitano (japonsko 北野 武, Kitano Takeshi) z vzdevkom Beat Takeši (ビートたけし, Bīto Takeshi), japonski komik, TV voditelj, filmski igralec in režiser, pisatelj in slikar, * 18. januar 1947, Adači
Kitano je na zahodu znan po svojih filmih o Jakuzah in televizijskem šovu Takeshi's Castle, v kateri so se tekmovalci v raznovrstnih kostumih merili v čudaških fizičnih preizkušnjah.
Režiserski debi je doživel, ko je Kindži Fukasaku opustil režijo filma Violent Cop. Uveljavil se je filmom Sonatine. Dobil je beneškega zlatega leva za film Hana-Bi (1997). 
Sodeloval je pri razvoju računalniške igre Takeši no Čōsendžō, ki je bila izdana leta 1986 za Nintendo. 

## Kontroverze
Leta 1986 je s svojimi privrženci napadel uredništvo tokijskega tabloida Friday (フライデー, Furaidē) zaradi žaljivega pisanja. Leta 1994 se je zaletel z motorjem. Zaradi nesreče mu je omrtvičila polovica obraza, vendar je ozdravel.

## Izbrana filmografija

### Režiser in igralec
1989 Violent Cop (Sono otoko, kjobo ni cuki) (その男、凶暴につき)
1993 Sonatine (ソナチネ)
1997 Hana-bi (Ognjemet) (花火)
1999 Kikudžiro (Kikudžiro no nacu) (菊次郎の夏)
2000 Brother
2003 Zatoiči (座頭市)

### Režiser
1991 A Scene at the Sea (Ano nacu ičiban šizukana umi) (あの夏、いちばん静かな海)
1996 Kids Return (Kidzu ritan) (キッズ・リターン)
2002 Dolls (ドールズ)

### Igralec
1983 Merry Christmas, Mr. Lawrence (Sendžou no Merii Kurisumasu)
1995 Johnny Mnemonic
2000 Battle Royale (Batoru rowaiaru) (（バトル・ロワイヤル）)
2003 Battle Royale II: Requiem
2017 Ghost in the Shell